# 山前站
山前站（日语：／ Yamamae eki */?）是位於日本栃木縣足利市鹿島町，屬於東日本旅客鐵道（JR東日本）兩毛線的鐵路車站。

## 歷史
- 2025年4月9日，JR東日本高崎支社（日语：東日本旅客鉄道高崎支社）宣布將把山前站的站房改建成配備高效率節能設備的全新站房[1][2]。改建工程將於2025年6月開始進行，並預計在同年的年末完工[1][2]。

## 車站構造
本站為側式月台1面1線與島式月台1面2線共2面3線，並且可進行列車交會的地面車站。各月台間透過跨線天橋聯絡。本站是由足利站管理的無人站。站內設有簡易Suica閘機。

### 月台配置
| 月台 | 路線    | 方向 | 目的地               |
| ---- | ------- | ---- | -------------------- |
| 1    | ■兩毛線 | 上行 | 桐生、前橋、高崎方向 |
| 2、3 | ■兩毛線 | 下行 | 足利、佐野、小山方向 |

（來源：JR東日本:車站構內圖 （页面存档备份，存于））

## 使用情況
- 2017年度（平成29年度）1日平均上車人次為873人[利用客数 1]。

當鄰近的足利大學獲指定為舉辦中心試驗的考試會場時，考試日都會非常擁擠。
近年的推移如下表。
| 年度               | 1日平均 上車人次 | 來源            |
| ------------------ | ---------------- | --------------- |
| 2000年（平成12年） | 884              | [ 利用客数 2 ]  |
| 2001年（平成13年） | 862              | [ 利用客数 3 ]  |
| 2002年（平成14年） | 859              | [ 利用客数 4 ]  |
| 2003年（平成15年） | 910              | [ 利用客数 5 ]  |
| 2004年（平成16年） | 845              | [ 利用客数 6 ]  |
| 2005年（平成17年） | 866              | [ 利用客数 7 ]  |
| 2006年（平成18年） | 859              | [ 利用客数 8 ]  |
| 2007年（平成19年） | 886              | [ 利用客数 9 ]  |
| 2008年（平成20年） | 866              | [ 利用客数 10 ] |
| 2009年（平成21年） | 826              | [ 利用客数 11 ] |
| 2010年（平成22年） | 775              | [ 利用客数 12 ] |
| 2011年（平成23年） | 784              | [ 利用客数 13 ] |
| 2012年（平成24年） | 826              | [ 利用客数 14 ] |
| 2013年（平成25年） | 864              | [ 利用客数 15 ] |
| 2014年（平成26年） | 859              | [ 利用客数 16 ] |
| 2015年（平成27年） | 860              | [ 利用客数 17 ] |
| 2016年（平成28年） | 872              | [ 利用客数 18 ] |
| 2017年（平成29年） | 873              | [ 利用客数 1 ]  |

## 相鄰車站
東日本旅客鐵道（JR東日本）
■兩毛線
小俁－山前－足利

### 使用情況
1. 1 2  . 東日本旅客鉄道.   [2019-03-21]. （原始内容存档于2019-03-25）.
2. ↑  . 東日本旅客鉄道.   [2019-03-21]. （原始内容存档于2019-03-27）.
3. ↑  . 東日本旅客鉄道.   [2019-03-21]. （原始内容存档于2019-03-27）.
4. ↑  . 東日本旅客鉄道.   [2019-03-21]. （原始内容存档于2019-03-27）.
5. ↑  . 東日本旅客鉄道.   [2019-03-21]. （原始内容存档于2019-03-27）.
6. ↑  . 東日本旅客鉄道.   [2019-03-21]. （原始内容存档于2019-03-27）.
7. ↑  . 東日本旅客鉄道.   [2019-03-21]. （原始内容存档于2019-03-27）.
8. ↑  . 東日本旅客鉄道.   [2019-03-21]. （原始内容存档于2019-03-27）.
9. ↑  . 東日本旅客鉄道.   [2019-03-21]. （原始内容存档于2019-04-02）.
10. ↑  . 東日本旅客鉄道.   [2019-03-21]. （原始内容存档于2019-03-27）.
11. ↑  . 東日本旅客鉄道.   [2019-03-21]. （原始内容存档于2019-03-27）.
12. ↑  . 東日本旅客鉄道.   [2019-03-21]. （原始内容存档于2019-03-27）.
13. ↑  . 東日本旅客鉄道.   [2019-03-21]. （原始内容存档于2019-03-27）.
14. ↑  . 東日本旅客鉄道.   [2019-03-21]. （原始内容存档于2019-03-27）.
15. ↑  . 東日本旅客鉄道.   [2019-03-21]. （原始内容存档于2016-04-04）.
16. ↑  . 東日本旅客鉄道.   [2019-03-21]. （原始内容存档于2019-03-27）.
17. ↑  . 東日本旅客鉄道.   [2019-03-21]. （原始内容存档于2019-03-23）.
18. ↑  . 東日本旅客鉄道.   [2019-03-21]. （原始内容存档于2019-03-27）.

## 外部連結
- 車站資訊（山前）：東日本旅客鐵道